# BREAQQQL
BREAQQQL（ブレアクール）は、日本の3人組ボーカルユニットである。2019年に結成。略称はBQ、ブレクル。
高音担当であり女の子らしい歌詞まで作曲できてしまう古着だいすき！可愛い子犬系男子、リーダーのTsubasa。
作詞作曲ハモリまで完璧にできる彼。その中でたまに出ちゃう"天然ボーイ"。彼の名はKOTARO。
低音担当でありその声でみんなを魅了してしまう"ガテン系男子"彼の名はKAZUMA。

## メンバー
| 名前    | 生年月日       | 出身地       | メンバーカラー |
| ------- | -------------- | ------------ | -------------- |
| KOTARO  | 1998年9月14日  | 宮城県出身   | 青             |
| KAZUMA  | 1998年6月24日  | 宮城県出身   | 赤             |
| TSUBASA | 1998年12月24日 | 神奈川県出身 | 緑             |

## グループについて

### 旧BREAQQQLについて
当初KOTAROがソロで活動していたが、学生時代からスポーツで交流があったKAZUMAを誘うことによって2019年にグループ活動がスタートした。
都内や、2人の共通の出身地である宮城県の仙台市を中心に路上ライブをしていた。

### 新BREAQQQLについて
KOTAROとKAZUMAの2人で活動中に高音域のメンバーを欲しいと思うようになり、KAZUMAと大学時代の友人であるTSUBASAがBREAQQQL加入を申し出る。
2人は快く引き受け、2020年に3人体制での新生BREAQQQLがスタートされた。

## 来歴
- 2019年
  - 10月29日にKAZUMA・KOTAROでのBREAQQQLの活動がスタート。カバー曲は主にゆずの栄光の架け橋やコブクロなど2人組シンガーの曲が中心だった。(現在も歌い継がれてる曲もある。)
- 2020年
  - 3月7日にBREAQQQLとして初めての仙台遠征路上ライブをする。
  - 5月1日にTSUBASAが加入。3人体制の新生BREAQQQLの活動がスタート。
  - 7月5日にTokyoStreetLive 4KのYouTubeチャンネルにてライブの様子が生配信された。そこでのライブが3人体制のBREAQQQL初お披露目となる。
- 2021年
  - 1月13日にツイキャスのプレミア配信にて収録ライブ&トーク企画「ブレクルだョ！全員集合！」の企画がスタートする。
  - 2月21日にBREAQQQL初となるワンマンライブを開催。現地チケットは5日程で完売した。
  - 3月27日にオリジナル曲｢Song for you〜たった1人の愛した君へ〜｣のCDを発売。また同日にCD発売記念ワンマンライブを開催した。
  - 5月1日に1st ANNIVERSARY LIVEを開催した。このライブにてファンネームが｢ブレクルー｣に決定する
  - 6月26日にBREAQQQL仙台1st One man liveを開催した。
  - 7月17日にツイキャスフリー配信にて12×5=∞presents｢マカロン食べないのはBRENTのせいだからってY太郎が言ってます｣に参加をする
  - 7月24日から31日まで渋谷Duo sold outに向けて路上LIVE TOURを行う
  - 7月21日にSOUMAとのコラボ楽曲｢twilight｣を8月4日に発表することを告知する
  - 8月4日に渋谷duoにてOne man liveを開催した。そして、同日(8月4日)には｢MID SUMMER SHINE｣がリリース開始をした。
  - 次の日の8月5日にはアフターパーティーを開催した
  - 8月15日にオリジナル曲｢MY ROOTS｣のCDを発売。同日にCD発売記念ワンマンライブを開催した。

## 出演まとめ
- 2019年
  - 10月29日 BREAQQQL 活動開始[1]
  - 12月15日 八王子CRANKイベントライブ参加[2]
- 2020年
  - 1月25日 ケツメイシの弟分スメルノマニア主催ライブにゲスト出演[3][4]
  - 7月5日 TokyoStreetLive 4K 生配信ライブ[5]
  - 10月29日 町田へ行くならくらしっ来すvol.2 BREAQQQL1周年記念ライブ 開催[6]
  - 11月10日 VOKURA present VOKUフェスvol.8 ゲスト出演[7]
  - 12月8日 VOKURA present VOKUフェスvol.9 ゲスト出演[8]
- 2021年
  - 1月23日 Singers relation-online FES- ゲスト出演[9]
  - 2月21日 BREAQQQL 1st ワンマンライブ 開催[10]
  - 2月22日 テレビ埼玉 ミュージックHEAVEN 収録(放送日3月22日)[11]
  - 3月2日 HARK ONLINE BOOKING LIVE ゲスト出演
  - 3月8日 Each of Color ゲスト出演
  - 3月27日 ｢Song for you〜たった1人の愛した君へ〜｣CD発売記念ライブ 開催

## オリジナル曲(50音順)
- 愛を知る
- あなたへ
- With you
- 笑顔のイルミネーション
- オモイノウタ
- 鴉
- GIFT
- 君影
- 君花日
- CLOWN TEARS
- 孤独な序曲
- Secret
- Song for you〜たった1人の愛した君へ〜
- JOKER
- 小さな石
- 名の無い物語
- NEW STORY
- ハイヒール
- 花束
- BUNING UP
- HIKARI
- Fly High
- My Roots
- MID SUMMER SHINE
- You know?
- ラフに行こうぜ！